# Psecas chapoda
Psecas chapoda är en spindelart som först beskrevs av George William Peckham och Elizabeth Maria Gifford Peckham 1894.  Psecas chapoda ingår i släktet Psecas och familjen hoppspindlar. Inga underarter finns listade i Catalogue of Life.